# Aerochef
Aerochef var et flycateringselskab (flykøkken), der i dag er overtaget af Gate Gourmet Denmark A/S.
Aerochef blev oprettet i 1965 i forbindelse med stiftelsen af charterselskabet Internord. Efter Internords konkurs i 1968 overtog rejsekongen Eilif Krogagers Sterling Airways A/S flykøkkenet. Sterling Airways havde i forvejen sit eget flykøkken, Sterling Catering, der primært leverede mad til selskabets egne fly. Efter overtagelsen leverede Aerochef både flycatering til det ekspanderende Sterling Airways og til andre luftfartsselskaber.